# Monthly Shōnen Gangan
Monthly Shōnen Gangan (月刊少年ガンガン, gekkan shōnen gangan) est un magazine de prépublication de mangas mensuel de type shōnen, l’un des plus importants du Japon avec régulièrement plus de 600 pages.
Le magazine a été relancé en 1991 par la société Enix (devenue Square Enix en 2003) pour concurrencer d’autres titres (tels que Weekly Shōnen Jump ou Weekly Shōnen Magazine) visant une population jeune et masculine (Shōnen signifie jeune garçon ou jeune homme en japonais).
Il contient des mangas présentant une forte dose d’action et d’aventures, mais également de la science-fiction, de la fantasy et des présentations de jeux vidéo inspirés par ces mangas.